# Cyathocalyx pruniferus
Espèce
Synonymes
- Cyathocalyx pruniferus (Maingay ex Hook.f. & Thomson) J.Sinclair[2]

Statut de conservation UICN

 LC  : Préoccupation mineure
Cyathocalyx pruniferus est une espèce de plantes de la famille des Annonaceae trouvée en Malaisie, à Sumatra et en Thaïlande.
Selon Plants of the World online (POWO) (28 juin 2024), c'est un synonyme de Drepananthus prunifer.

## Publication originale
- Gardens' Bulletin, Singapore 14: 239. 1955.